# Canaries de Spokane
Les Canaries de Spokane sont une équipe de hockey sur glace de l'État de Washington, aux États-Unis du début du XXe siècle. L'équipe joue une unique saison dans l'Association de hockey de la Côte du Pacifique en tant que suite des Artistocrats de Victoria pour la saison 1916-1917 de la PCHA ; derniers de la ligue et n'attirant que peu de spectateurs, l'équipe est dissoute dès la fin de la saison.

## Historique
Le 7 décembre 1911, les frères Patrick, Frank et Lester, ayant utiliser les finances de leur père, Joseph Patrick, annoncent la création d'une nouvelle ligue de hockey au Canada : l'Association de hockey de la Côte du Pacifique (souvent désignée par le sigle PCHA en référence à son nom anglais : Pacific Coast Hockey Association). Ils décident de mettre en place trois équipes : les Royals de New Westminster, les Millionnaires de Vancouver et enfin les Senators de Victoria – qui deviendront par la suite les Artistocrats.
Avant les débuts de la saison 1916-1917, un changement important a lieu dans la PCHA : l'équipe de Victoria est déménagée et devient les Canaries de Spokane ; il ne reste alors qu'une seule équipe sur le territoire canadien pour trois équipes aux États-Unis. Il apparaît finalement que le déménagement de l'équipe de Victoria pour devenir les Canaries de Spokane n'est pas une bonne idée : le public n'accroche pas et le dernier match de la saison entre Spokane et Vancouver est même annulé.  Avec huit victoires et quinze défaites, les Canaries sont derniers de la PCHA et sont dissous après seulement une saison de jouée.

## Personnalités de l'équipe
Avec vingt buts au cours de la saison, Albert Kerr est le meilleur buteur de l'équipe alors que Norman Fowler est le gardien de but de l'équipe. Lloyd Cook et Lester Patrick font également partie de l'équipe alors que Patrick assume également le rôle de dirigeant et d'entraîneur.

## Saison 1916-1917

### Match après match
| Date         | Visiteurs | Score             | Locaux    |
| ------------ | --------- | ----------------- | --------- |
| 1er décembre | Spokane   | 5–4               | Portland  |
| 5 décembre   | Vancouver | 4–6               | Spokane   |
| 9 décembre   | Spokane   | 6–9               | Vancouver |
| 12 décembre  | Portland  | 5–7               | Spokane   |
| 15 décembre  | Spokane   | 0–4               | Seattle   |
| 19 décembre  | Seattle   | 3–1               | Spokane   |
| 26 décembre  | Portland  | 2–6               | Spokane   |
| 29 décembre  | Spokane   | 5–10              | Portland  |
| 5 janvier    | Seattle   | 1–5               | Spokane   |
| 9 janvier    | Spokane   | 1–3               | Seattle   |
| 12 janvier   | Portland  | 3–5               | Spokane   |
| 20 janvier   | Spokane   | 3–6               | Vancouver |
| 23 janvier   | Vancouver | 8–5               | Spokane   |
| 26 janvier   | Spokane   | 5–4               | Portland  |
| 30 janvier   | Spokane   | 2–4               | Seattle   |
| 2 février    | Seattle   | 16–1              | Spokane   |
| 6 février    | Portland  | 3–4 (3 min 0 s P) | Spokane   |
| 10 février   | Spokane   | 1–8               | Vancouver |
| 13 février   | Spokane   | 8–12              | Vancouver |
| 16 février   | Spokane   | 1–9               | Portland  |
| 23 février   | Spokane   | 7–9               | Seattle   |
| 27 février   | Spokane   | 0–7               | Seattle   |
| 2 mars       | Spokane   | 5–11              | Vancouver |
|              | Vancouver | Match annulé      | Spokane   |

### Classement
| Équipe                     | PJ | V  | D  | N | BP  | BC  |
| -------------------------- | -- | -- | -- | - | --- | --- |
| Metropolitans de Seattle   | 24 | 16 | 8  | 0 | 125 | 80  |
| Millionnaires de Vancouver | 24 | 14 | 9  | 0 | 71  | 124 |
| Rosebuds de Portland       | 24 | 9  | 15 | 0 | 114 | 112 |
| Canaries de Spokane        | 24 | 8  | 15 | 0 | 89  | 143 |